# رأس الكراسيم
رأس الكراسيم هو أحد الرؤوس على الساحل الشرقي للبلاد التونسية، يقع في ولاية مدنين، وهو يقابل رأس تربلة من جزيرة جربة.
| رأس الكراسيم |